# Prairiedale n.º 321
Prairiedale n.º 321 es un municipio rural canadiense situado en la provincia de Saskatchewan.

## Superficie
Prairiedale n.º 321 tiene una superficie de 556,2 km².

## Demografía
En 2021, tenía 246 habitantes, una densidad poblacional de 0,4 hab./km², y 61 viviendas.